# استاینار آموندسن
استاینار آموندسن (انگلیسی: Steinar Amundsen؛ زادهٔ ۴ ژوئیه ۱۹۴۵) قایقران کانو اهل نروژ بود.
وی در مسابقات کشوری و بین‌المللی در مجموع برندهٔ ۴ مدال طلا، ۱ مدال برنز شده‌است.